# Josep Igual i Febrer
Josep Igual i Febrer (Benicarló, el Baix Maestrat, 19 de febrero de 1966-Amposta, Montsià, 25 de marzo de 2021) fue un escritor de poesía, narrativa y periodismo y cantautor valenciano. Publicó varios libros de poesía y de narrativa. Vivió en las Tierras del Ebro desde la década del 1990.
Recibió varios galardones cómo el Roís de Corella el 1988, el Sebastià Juan Arbó de narrativa el 1997, el Cristòfol Despuig de narrativa el 1999, el Josep Maria Ribelles de poesía el 2000, el Vila de l'Ametlla de Mar de narrativa el 2005, el Ciudad de Amposta del 2015, el 25 de Abril de narrativa de Benissa (2018), el Ciutat de Carlet de poesía (2019) y el Joan Fuster de los Premios Octubre (2019).

## Poesía
- Treva d'hivern. Benicarló, autor, 1987.
- 35 poemes. València: Amós Belinchón-Uberto Stabile, 1988. Premi Roís de Corella 1988.
- Lector d'esperes. Barcelona: Columna, 1990.
- Closed for Sale. València: La Forest d'Arana, 1994.
- Refugi contra la tempesta. Patronat d'Acció Cultural de Sant Carles de la Ràpita, 1995.
- Tríptic. Benicarló: Col·lecció Beni-Gazlo, 1997. Premi Ciutat de Benicarló 1997.
- Rebotiga del brocanter. València: Set i Mig, 1999. Premi Josep Maria Ribelles/Ciutat de Puçol 2000.
- LLevats i ombres. Sant Carles de la Ràpita. Autoedició. 2006. ISBN 978-84-611-1258-6
- Poemes escollits. Benicarló: Onada, 2007.
- Ditades al vidre. El Perelló: Aeditors, 2008.
- Uomo qualque. Paiporta: Denes. Premi Manuel Rodríguez Martínez/Ciutat d'Alcoi, 2010.
- Oliverar de l'aire. Alzira: Neopàtria, Premi Xavier Casp/Ciutat de Carlet 2019.

## Narrativa
Novela
- El cor cansat. Barcelona: Columna, 1997.
- Cabotatge. Tarragona: El Mèdol, 1997. Premi Sebastià Juan Arbó 1997.
- Les clarianes i els dols. Benicarló: Ajuntament de Benicarló, 2000.
- Torn de nit. El Vendrell: March, 2005. XIII Premi Vila de l'Ametlla de Mar 2005.
- Música secundària. Amposta: Ajuntament d'Amposta, 2016. Premi Ciutat d'Amposta 2015.

Cuentos
- Faules mamíferes. El Perelló: Aeditors, 2007.
- No és el que sembla. Tarragona: Cossetània, 2010.
- Fugida en cercles. El Perelló: Aeditors, 2010.
- Plàncton. Vinaròs: Quatre Colors, 2012.
- Amors gairebé eterns. Tarragona: Cossetània, 2013.
- Circ de puces. Barcelona: Viena, 2019. ISBN 978-84-949592-4-0

Dietarios
- L'any de la fi del món. València: Brosquil, 2001. Premi Vall d'Uixó 2001.
- El rastre dels dies. Benicarló: Onada, 2003. Premi Alambor 2003.
- Quaderns deltaics. Tarragona: Cossetània, 2009. Premi Cristòfol Despuig 2008.
- L'incert alberg. Catarroja: Afers, 2016.
- L'eternitat enamorada. Notes d'un diari, 2016-2017. València: Tres i Quatre, 2020. Premi Joan Fuster 2019.

Articulos
- Prosas meridionales. València: Brosquil, 2040. VI Premi Literari d'Autors Benicarlandos 2004.
- Retrats de butxaca. Benicarló: Onada, 2006.

Obra colectiva
- Vores de riu. Barcelona: Columna, 1997.
- Galeria ebrenca. El Perelló: Aeditors, 2009.
- Jo sóc aquell qui em dic Gerard. Terres de l'Ebre: Petròpolis, 2012.
- Sexduïts i sexduïdes. Alzira: Bromera , 2014.

Traducciones
- Jules Renard: Notes d’un diari (1887-1910). El Perelló: Aeditors, 2009.

## Música
- Sort de tu. Barcelona: Tram-Gmi, 1998. Disco compacto. Todas las canciones, letra y música de Josep Igual.